# Asociación Vesná de Roncador
La Asociación Vesná de Roncador (en portugués: Associação Vesná de Roncador) es una asociación cultural sin fines de lucro de la ciudad Roncador, en Brasil.
Pertenece a la Parroquia San Nicolás de la Iglesia greco-católica ucraniana. Cuenta con casi 150 miembros distribuidos en un grupo de danzas y el coro.
A diferencia de los cuerpos de ballet de otras comunidades, una particularidad destacada entre los ucranianos es que casi todos sus ballets están vinculados y administrados por las iglesias. Esta organización se percibe como la forma más adecuada de mantenerlos, evitando la influencia de intereses particulares. En cada festividad o evento religioso, cívico o político, los integrantes del ballet participan vistiendo trajes tradicionales y portando estandartes que reflejan su afiliación.
En idioma ucraniano, Vesná (Весна) significa primavera, término que a menudo aparece en canciones, poemas y nombres artísticos, simbolizando renovación, esperanza y nuevos comienzos en la cultura ucraniana.
Tuvieron a su cargo la organización de dos ediciones del Festival Nacional de Danzas Ucranianas en los años 2007 y 2020.

## Historia
A comienzos de la década de 1970, por medio de una iniciativa de las Hermanas de la Escuela Nossa Senhora das Graças y de jóvenes de la comunidad nace el grupo de danzas folclóricas. En 1977, el grupo es formalizado por el Padre Marcos Heuko, por entonces párroco de Iglesia greco-católica ucraniana en la comunidad de São Nicolau de Roncador, estado de Paraná.
A partir de la década de 1980 el grupo se fue volviendo referencia en danzas ucranianas y empezó a participar de diversos festivales y espectáculos.
El grupo participa activamente en cada edición del Festival Nacional de Danzas Ucranianas, evento que nació para preservar las tradiciones culturales y fomentar la integración entre los grupos folclóricos. Se realiza cada año en diferentes ciudades del sur de Brasil.
En sus primeras ocho ediciones, el evento se llamó Festival Nacional de Danza Ucraniana Hopak, ya que todos los grupos presentaban esta danza emblemática. A partir de 2002, pasó a denominarse Festival Nacional de Danzas Ucranianas, permitiendo que cada grupo presente diferentes danzas representativas de diversas regiones de Ucrania, ofreciendo un espectáculo variado y culturalmente enriquecedor.
En 2015, el grupo de danzas Vesná se convirtió en una asociación, con nueva estructura y actividades. Y a partir de recibir patrocinios, consiguieron remunerar a los coreógrafos y contratar un maestro que viene desde Curitiba todos los fines de semana a enseñarles.
En 2017, para celebrar los 40 años de historia, organizaron el "Festival Vesná de Cultura Ucraniana - Edição 40 anos" en la localidad de Roncador. Para este evento también fueron invitados los grupos folclóricos ucranianos Stchastia de Campo Mourão y Verkhovena de Maringá.